# Jesús Goyo
Goyo  Piña est un nom espagnol. Le premier nom de famille, en général paternel, est Goyo ; le second, en général maternel, souvent omis, est Piña.
Jesús Goyo, né le 14 juillet 2004 à Quíbor, est un coureur cycliste vénézuélien. Il est membre de l'équipe MU Training-País de Futuro.

## Biographie
Originaire de Quíbor, Jesús Goyo pratique le cyclisme depuis son enfance. Il est découvert par  Miguel Ubeto, qui l'incorpore dans l'équipe de la Fundación Venezuela País de Futuro, alors qu'il est âgé de quinze ans,. Bon rouleur, il devient champion du Venezuela junior du contre-la-montre en 2022. Il obtient également diverses victoires dans des courses par étapes du calendrier national. 
En 2024, il remporte un nouveau titre de champion du Venezuela dans l'épreuve chronométrée, mais chez les espoirs. La même année, il termine troisième d'une étape du Tour du Táchira, ou encore seizième de la Vuelta a la Independencia Nacional. Il effectue par ailleurs un stage au sein de la formation Astana Qazaqstan, avec laquelle il réalise ses débuts en Europe,. Sur piste, il est sacré champion du Venezuela de la course aux points en 2025. 

## Palmarès sur route

### Par année
- 2021
  - 3e du championnat du Venezuela du contre-la-montre juniors
- 2022
  -  Champion du Venezuela du contre-la-montre juniors
  -  Champion du Venezuela du contre-la-montre par équipes juniors
- 2023
  - 3e du championnat du Venezuela du contre-la-montre espoirs
- 2024
  -  Champion du Venezuela du contre-la-montre espoirs
- 2025
  - 3e du championnat du Venezuela du contre-la-montre espoirs

### Classements mondiaux
| Année            | 2023 | 2024 |
| ---------------- | ---- | ---- |
| UCI America Tour | 345e | 175e |

## Palmarès sur piste

### Championnats nationaux
- 2025
  -  Champion du Venezuela de course aux points[6]
  -  Champion du Venezuela de course aux points espoirs [6]
  - 2e du championnat du Venezuela de vitesse par équipes[6]
  - 2e du championnat du Venezuela de poursuite espoirs[6]